# A17 (Portugal)
De A17 of Auto-estrada do Litoral Centro is een autosnelweg in Portugal die van Aveiro naar Marinha Grande loopt. De snelweg is 117 kilometer lang. Het deel tussen Aveiro en Mira werd geopend in 2004, in 2007 volgde het deel tussen Marinha Grande en Louriçal. In 2008 werd het laatste deel gebouwd tussen Mira en Louriçal.
A1 · 
A2 · 
A3 · 
A4 · 
A5 · 
A6 · 
A7 · 
A8 · 
A9 · 
A10 · 
A11 · 
A12 · 
A13 ·
A13-1 · 
A14 · 
A15 · 
A16 · 
A17 · 
A18 · 
A19 · 
A20 · 
A21 · 
A22 · 
A23 · 
A24 · 
A25 · 
A26 · 
A27 · 
A28 · 
A29 · 
A30 · 
A31 · 
A32 · 
A33 · 
A34 · 
A35 · 
A36 · 
A37 · 
A38 · 
A39 · 
A40 · 
A41 · 
A42 · 
A43 · 
A44 · 
A47 · 
A48 · 
VRI